# 小泉勝
小泉 勝（こいずみ まさる、1966年7月15日 - ）は、日本の実業家、政治家。
有限会社小泉石油店専務、志賀町議会議員（1期）、石川県議会議員（1期）、志賀町長（3期）などを歴任した。

## 来歴

### 生い立ち
1966年7月15日生まれ。志賀町役場が運営する公式サイトには「最終学歴　米国ウッドジュニアカレッジ卒業」と記載している。

### 政治活動
1989年、小泉石油店の専務に就任し、以来2009年まで務めた。また、政治活動にも取り組み、1999年より旧志賀町議会議員を1期務めた。さらに、2003年には石川県議会議員に就任し、こちらも1期務めた。その後、旧志賀町は隣接する富来町と新設合併し、新たに同名の志賀町が設置された。2009年、2代目の町長を決める志賀町長選挙に立候補し、現職の細川義雄を破り当選を果たした。また、石川県の高等教育機関の連携を図る組織「大学コンソーシアム石川」では、参与に就任している。2013年9月8日、西孝夫（オンブズマン志賀 代表）に大差をつけ再選される。2017年、前回選と同様に西孝夫と対戦し大勝。当選する。4選を目指した2021年の町長選は無投票で再選した。
2023年10月30日、後述の汚職事件に絡み受託収賄容疑などで妻と共に逮捕された。11月6日に町議会議長に辞職願を提出した。

## 政策
志賀町の町長に就任した際には、「拓く」をキーワードとして掲げ、財政の健全化、若年層の雇用、地場産業の活性化、暮らしの安全、教育に力点を置いて町政に取り組むと語った。

## 不祥事

### 学歴を巡る問題
小泉が公表している最終学歴について、疑問視する指摘がなされたことから、一部の町民が金沢地方検察庁に告発する騒動となった。この事態を受け、2010年、志賀町議会は成績証明書の提示を求める動議を可決した。また、志賀町議会の議長は、成績証明書の封を公開の場で開けるよう要請した。
2011年、小泉は成績証明書を取り寄せ、志賀町議会の全員協議会に提示した。小泉は、成績証明書について説明したうえで、「間違いなく卒業している」と主張した。また、検察に告発されたことについては、不起訴処分になることを信じていると語った。また、代理人を務めた弁護士も同席し、小泉の主張を支持した。
しかし、小泉が提示した成績証明書には取得学位が明記されておらず、入学年は明記されているものの卒業年が空欄になっているなど、いくつかの疑問点が指摘された。また、卒業証書には「Associate of Applied Arts」の学位を取得したと記載されているにもかかわらず、当時の大学便覧には取得できる学位として「Associate of Arts」と「Associate of Applied Sciense」の2つしか記載されていないなど、不自然な点が指摘された。この点に対しては、弁護士は「（学科が）当時あったかもしれないし、なかったかもしれない」と説明している。また、ディプロマミル問題追及などで知られる静岡県立大学経営情報学部教授の小島茂は「町長が本物と言うから本物だろうが、大学に編入するのに必要な学位や卒業の日付の記載がなく、すっきりと納得できるものではない」と指摘している。

### 配水管更新工事などを巡る収賄事件
2023年10月30日、同年6月に志賀町が発注した配水管の更新工事の入札において、業者から便宜を図るよう依頼され、謝礼として50万円を受領。同年7月に同業者に秘密事項の工事の最低制限価格（税抜き827万6千円）を漏らして同額で落札させた疑いで、石川県警は小泉と妻を受託収賄、官製談合防止法違反、公契約関係競売入札妨害の容疑で、同業者とその妻を贈賄と公契約関係競売入札妨害容疑でそれぞれ逮捕した。11月6日、小泉は弁護士を通じて町議会議長に辞職願を提出した。退職の日付は書かれておらず、地方自治法により20日後の26日に自動失職となる。11月20日、別の業者に町の道路改良工事の入札において便宜を図り謝礼として現金20万円を受け取ったとして、県警は小泉を加重収賄容疑で再逮捕した。同日、金沢地検は小泉の受託収賄容疑での逮捕容疑について加重収賄罪に切り替えて起訴した。12月8日、県警は2022年7月の町道改良工事でもまた別の業者に最低制限価格を教え、謝礼として現金40万円を受け取ったとして、小泉を加重収賄などの容疑で新たに逮捕した。同月18日、金沢地検は小泉の妻と業者代表の妻を起訴猶予処分とした。同日、小泉は保釈保証金600万円を納付し保釈された。
2024年3月17日、金沢地裁は小泉に対し懲役3年、執行猶予5年、追徴金110万円の有罪判決を言い渡した。判決後、小泉は弁護士を通じて「判決を真摯に受け止めている」とのコメントを出した。弁護側は控訴しない方針。

## 略歴
- 1989年 - 小泉石油店専務
- 1999年 - 志賀町議会議員
- 2003年 - 石川県議会議員
- 2009年 - 志賀町長（2期）
- 2017年 - 志賀町長（3期）
- 2021年 - 志賀町長（2021年9月25日新任期開始・4期）[4]